# Чернишов Павло Феоктистович
Павло́ Феокти́стович Чернишо́в (рос. Павел Феоктистович Чернышёв; * 1853, Самарська губернія Росії — † у ніч із 26 на 27 березня (в ніч із 8 на 9 квітня за новим стилем) 1876, Петербург) — російський революціонер-народник, відомий завдяки присвяченій йому пісні «В неволі скатований люто».

## Біографія
Виходець із дворян. Навчався в Петербурзі в Медико-хірургічній академії. Один з організаторів і касир Петербурзького студентського гуртка «самарців», учасник «ходіння в народ».
30 серпня 1874 року студента Чернишова за пропагандистську діяльність заарештували в Самарі. В ув'язненні захворів на сухоти. 11 березня 1876 року його звільнили на поруки. Помер у лікарні в ніч з 26 на 27 березня. Поховано на Волковому кладовищі.
Похорон Чернишова, що відбувся 30 березня, перетворився на політичну антиурядову демонстрацію. На другий день після похорону (31 березня) письменник Григорій Мачтет написав вірш «Останнє прощай» (в оригіналі — «Последнее прости») з присвятою «Закатованому у в'язниці Чернишову, борцеві за народну справу». Уже 3(15) травня 1876 року вірш анонімно (без підпису) було надруковано за кордоном — у журналі «Вперед». Невдовзі вірш, покладений на музику, став пролетарським жалобним гімном, який виконувався на демонстраціях, під час похоронів революціонерів. Зокрема, 27 січня 1924 року під час похорону Володимира Ілліча Леніна цю пісню виконав хор Великого театру СРСР.
Як пісня вірш більше відомий за дещо видозміненим першим рядком — «Замучен тяжёлой неволей» (в українському перекладі — «В неволі скатований люто»).